# SN 2011er
SN 2011er – supernowa typu Ia odkryta 25 maja 2011 roku w galaktyce A154950+1449. W momencie odkrycia miała maksymalną jasność 18,90m.